# Rivière Das Tropas
La rivière Das Tropas (portugais : Rio das Tropas) est une rivière de l'État du Pará dans le centre-nord du Brésil. C'est un affluent droit du Rio Tapajós ; l'embouchure est située sur la rive est du Tapajós, après la jonction Rio Juruena - Rio São Manuel. 
Le fleuve traverse la forêt nationale d'Itaituba I, une zone de conservation à usage durable créée en 1998. La partie amont de la rivière traverse le territoire indigène de Mundurucu. 